# Gesler György
Gesler György (névváltozata: Geszler György; Budapest, 1943. április 10. –) magyar táncművész, koreográfus.

## Életpályája
Édesapja Geszler György és édesanyja, Nagy Mária fodrászok voltak. Két testvére: Péter és Zsuzsanna. 1960-ban végzett az Állami Balettintézetben Bartos Irén növendékeként. 1960–1972 között az Operaház magántáncosa volt. 1967–1970 között a Színház- és Filmművészeti Főiskola koreográfus-rendező szakos hallgatója volt. Egy gyermeke 1980-ban született Gesler Lili, pszichológus.
Az 1970-es évektől több előadás koreográfusaként dolgozott Magyarországon és külföldön egyaránt. 1970 és 1972 között a magyar női olimpiai tornászválogatott balett-mestere és koreográfusa volt. Ő készítette fel a csapatot az 1972-es müncheni nyári olimpiára. 1971-ben Extangó néven megalapítja az első magyar beattáncegyüttest Bán Teodórával, Pogány Alinkával és Vámos Györggyel (Youri Vamos), akikkel felléptek az Illés, a Tolcsvay és más beat együttesek koncertjein. 1971-től a Magyar Televízió állandó munkatársa, koreográfusa. 1973-ban elkészítette az első magyar beat musical, a legendás Képzelt riport egy amerikai popfesztiválról koreográfiáját. 1978-ban Szerelem címmel megrendezte az első magyar önálló jazz-balett estet. Ugyanebben az évben a korban szinte kísérletinek számító, jazzre épülő Szárnyak című táncfilmje eljutott a a Monte Carlo-i TV fesztiválra.
1982-ben Ligeti György négy művére készült táncestje az első magyar kortárs táncszínházi produkció volt. 1988-ban a szerzők és a rendező kérésére, a próbafolyamat alatt átvette és megkoreografálta a második világháború utáni magyar színháztörténelem egyik legsikeresebb darabját, A padlás-t. 1996-ban A kaposvári Csiky Gergely Színházban bemutatták Oscar Wilde – Richard Strauss – Anton Bruckner művei alapján készült Véres Rém-tánc-színmű-vet. A főszereplő Wolf Katalin volt.
1997-ben a Ljubljanai Szlovén Nemzeti Operaházban elkészítette George Gershwin táncéletrajz darabját, az F-dúr zongoraverseny és az Egy amerikai Párizsban zenéjére kiegészítve John Cage 5 művével.
2005-től a Zene, Zene, Tánc folyóiratban jelennek meg írásai, kritikái.

## Főbb szerepei
- Hattyúk tava (Spanyol tánc, Nápolyi tánc, Bohóc)
- Csipkerózsika (Kék Madár)
- Giselle (Paraszt Pas de Deux)
- Párizs lángjai (Baszk tánc)
- Gajane (Ismail)
- Csodálatos Mandarin (Ifjú)
- Spartacus  (Crixus)

## Koreográfiái

### Önálló Művek
- Egymillió Fontos Hangjegy – Gesler György táncshow 1977 MTV
- Szárnyak 1978 táncfilm MTV
- Szerelem 1987 Pataki Művelődési Központ
- Egy elsárgult fénykép 1979 táncjáték film
- Ligeti György 4 műve 1982 Táncfórum
- Nachtnahl 1984 Klagenfurt Stadttheater Studió
- Katonadolog 1986 Honvéd Együttes
- Die Zwei Rhapsodie 1988 Klagenfurt Stadttheater
- Salome 1996 Kaposvár Csiky Gergely Színház
- George Gershwin táncéletrajz 1997 Ljubljana Szlovén Nemzeti Operaház

### Operák
- A Hold (Klagenfurt Stadttheater)
- Csodálatos Mobilvilág (Újszínház)

### Operettek
- A Bajadér (Szentpétervár)
- Bál a Savoyban (Színház- és Filmművészeti Főiskola)
- A cigánybáró (Kaposvár Csiky Gergely Színház, Mörbisch am See, Diósgyőr)
- Csárdáskirálynő (7 ország több mint 12 színházában)
- Luxembourg Grófja (Kaposvár Csiky Gergely Színház, Budapesti Operettszínház)
- Mária Főhadnagy (Győr Nemzeti Színház)
- Marica Grófnő (Szeged Nemzeti Színház, Kaposvár Csiky Gergely Színház)
- A víg özvegy (Kaposvár Csiky Gergely Színház)
- Szerdán Tavasz lesz (Budapesti Operettszínház)
- Viktória (Győri Nemzeti színház)
- Friderika (MTV)
- Mágnás Miska (MTV)
- Montmartrei-i Ibolya (MTV)
- Szabin nők elrablása (MTV)
- Lili Bárónő (MTV)

### Musicalek
- A 13 és 3/4 éves Adrian Mole titkos naplója (Hevesi Sándor Színház, Zalaegerszeg)
- A kölyök (Budapest, József Attila Színház)
- Candide (Kaposvár, Csiky Gergely Színház)
- Chicago (Kaposvár Csiky Gergely rendezte, Színház-és Filmművészeti Főiskola)
- Gipsy (József Attila Színház, Katona József Színház, Kecskemét)
- Harmincéves vagyok Vígszínház
- Hárman a padon (Budapest, Kamaraszínház)
- Hegedűs a háztetőn (Vörösmarty Színház, Székesfehérvár)
- Kabaré (Kaposvár Csiky Gergely Színház)
- Képzelt riport egy amerikai popfesztiválról (Vígszínház, Weimar, Eger,Erfurt, Dessau)
- Kiss me Kate (Kaposvár, Csiky Gergely Színház)
- Koldusopera (Vígszínház, Kaposvár, Csiky Gergely Színház)
- La Mancha lovagja (Zalaegerszeg, Hevesi Sándor Színház)
- Legénylakás (Subotica)
- Macskafogó (Magyar Színház)
- Mayflower (Zalaegerszeg, Hevesi Sándor Színház)
- Mélyvíz (Zalaegerszeg, Hevesi Sándor Színház)
- My fair Lady (Kaposvár, Csiky Gergely Színház, Klagenfurt, Budapest Nemzeti Színház)
- Notre Dame-i toronyőr (Zalaegerszeg, Hevesi Sándor Színház, Brucksaal
- A Padlás (Vígszínház, Eger, Gárdonyi Géza Színház)
- Pantaleone és a hölgyvendégek (Vígszínház)
- Tom Jones (Csiky Gergely Színház, Kaposvár)
- Vedd könnyen szívi (Újszínház)
- Zorba (Zalaegerszeg, Hevesi Sándor Színház)
- Zöld Kakadu (Zalaegerszeg, Hevesi Sándor Színház)

### Zenés játékok
- Andersen (Magyar Színház)
- Bubus (József Attila Színház)
- Diótörő (Kaposvár Csiky Gergely Színház)
- Egy bolond százat csinál (Operettszínház)
- Egy csók és más semmi (Vígszínház)
- Fekete Péter (Nyiregyháza Móricz Zsigmond Színház)
- Kabos show (Vidám Színpad)
- Kaktusz virága (Székesfehérvár, Vörösmarty Színház)
- Kaviár (József Attila Színház)
- A kertész kutyája (Zalaegerszeg, Hevesi Sándor Színház, Békéscsaba, Jókai Színház)
- Keshani Ali (Szinház-és Filmművészeti Főiskola)
- A kikapós patikárius (József Attila Színház)
- Liliomfi (Agria Játékok)
- Miss Amerika (Nyiregyháza, Móricz Zsigmond Színház)
- Ne szóljatok bele (Szolnok Szigligeti Színház)
- Oké Néro (Aquincum)
- Pinokkió (Kaposvár Csiky Gergely Színház)
- Régi Nyár (Miskolc Nemzeti Színház)
- Rinaldo Rinaldini (Szolnok Szigligeti Színház)
- Szt. István krt. 14. (Vígszínház)
- A szélhámos király (Békéscsaba Jókai Színház)
- Új Zrínyiász (Gyula Várszínház)
- Übü Király (Színház-és Filmművészeti Főiskola)
- Villon és a többiek (József Attila Színház)